# Zoran Prljinčević
Zoran Prljinčević (Pristina, 27 gennaio 1932 – 13 giugno 2013) è stato un calciatore jugoslavo, di ruolo attaccante.

## Carriera
Vinse il titolo di capocannoniere del campionato iugoslavo nel 1961 assieme a Todor Veselinović del Vojvodina Novi Sad.

## Palmarès

### Individuale
- Capocannoniere della Prva Liga: 1

1960-1961 (16 gol, a pari merito con Todor Veselinović)